# Imotepe
Imotepe (/ɪmˈhəʊtɛp/; em egípcio: ii-m-ḥtp *jā-im-ḥatāp, lit.  "Aquele que vem em paz"; em grego clássico: Ιμυθες; romaniz.: Imuthes; fl. século XXVII a.C., c. 2 655 ) foi um polímata egípcio, que serviu a Joser, faraó da III dinastia, na função de vizir ou chanceler do faraó e sumo-sacerdote do deus-sol Rá, em Heliópolis. É considerado o primeiro arquiteto, engenheiro e médico da história antiga, embora dois outros médicos, Hesi-Rá e Merite-Ptá, tenham sido contemporâneos seus.

## Biografia

### Arquitetura
Imotepe foi um dos poucos mortais a serem ilustrados como parte de uma estátua de um faraó. Foi um de um grupo restritíssimo de plebeus a quem foi concedido o status divino após a morte; o centro de seu culto era Mênfis. A partir do Primeiro Período Intermediário, Imotepe também passou a ser reverenciado como poeta e filósofo. Suas palavras eram mencionadas em poemas: "Eu ouvi as palavras de Imotepe e Hordedefe, de cujos discursos os homens tanto falam.".

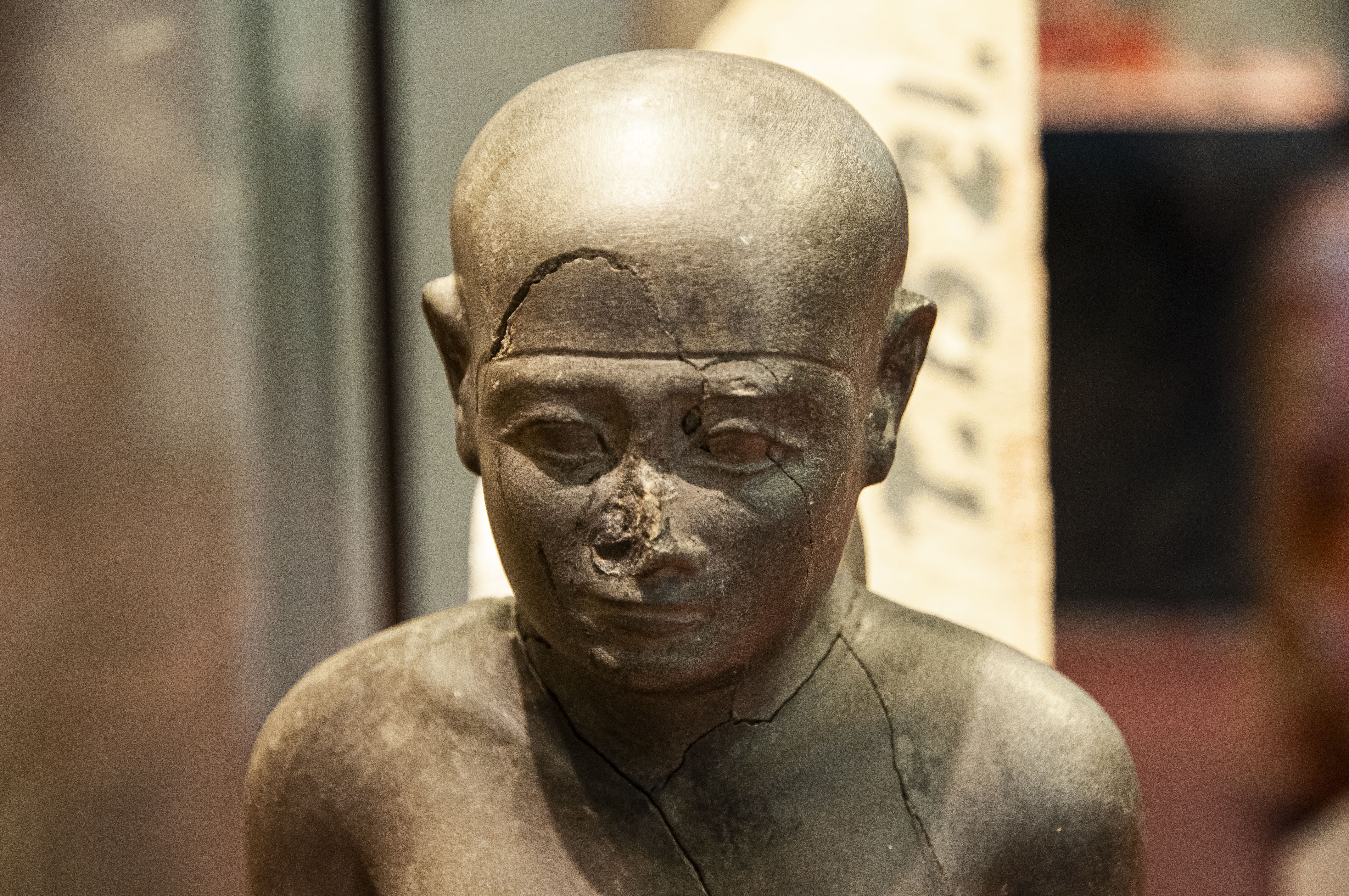
Estátua dedicada por um certo Ouaibrê. Museu do Louvre, Paris

A localização da sepultura de Imotepe, construída por ele próprio, foi escondida com absoluta cautela, e permanece desconhecida até os dias de hoje, apesar dos esforços para encontrá-la. O consenso acadêmico é de que ele estaria escondido em algum lugar de Sacara. A existência histórica de Imotepe é confirmada através de duas inscrições contemporâneas feitas na base, ou pedestal, de uma das estátuas de Joser (Cairo JE 49889), bem como um grafito na muralha que circunda a pirâmide interminada de Tireis. A segunda inscrição sugere que Imotepe teria vivido por alguns anos depois da morte de Joser, e ajudou na construção da pirâmide do rei Tireis, abandonada devido ao breve reinado deste soberano.

#### Sacará

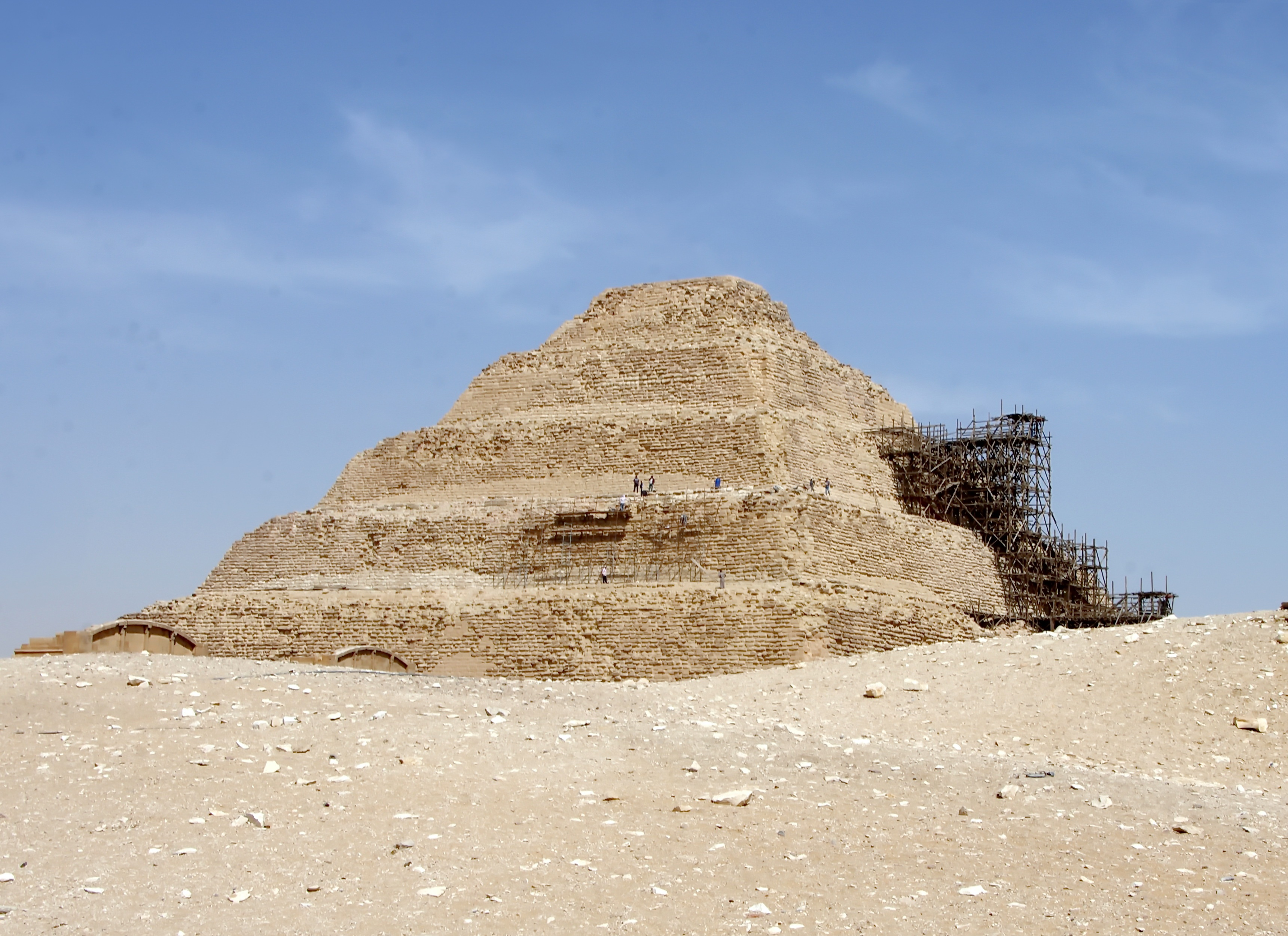
Pirâmide em degraus de Joser

Imotepe foi um dos principais funcionários do faraó Joser. Concordando com lendas muito posteriores, os egiptólogos atribuem a ele o projeto e a construção da pirâmide de Joser, uma pirâmide em degraus em Sacará construída durante a III dinastia. Ele também pode ter sido responsável pelo primeiro uso conhecido de colunas de pedra para apoiar um edifício. Apesar dessas declarações posteriores, os próprios egípcios faraônicos nunca creditaram Imotepe como o designer da pirâmide escalonada, nem como a invenção da arquitetura de pedra.

### Medicina
A figura de Imotepe, como médico, pertence mais ao domínio da lenda do que ao da história. Tornou-se indissociável do papiro de Edwin Smith, ainda que o único exemplar conhecido do documento tenha sido escrito aproximadamente mil anos após a sua morte. Supõe-se que se trata de uma cópia de textos mais antigos, redigida, pelo menos, por três escribas diferentes. Por outro lado, o facto de se tratar de um trabalho objetivo e não imbuído de magia, tende a dissociá-lo da figura de Imotepe, um sumo-sacerdote do deus Rá, naturalmente afeto a cultos mágicos. O egiptólogo James Peter Allen afirma que "Os gregos o equipararam a seu próprio deus da medicina, Esculápio.

## Na cultura popular

### Cinema
Imotepe é o antagonista da série de filmes A Múmia de 1932, na releitura de 1999 e em sua sequência O Retorno da Múmia, nos quais obtém a reencarnação por meio de antigos rituais egípcios e, assim, desencadeia uma série de desventuras para os heróis da história.
É importante, porém, lembrar que a figura maligna e vingativa apresentada no filme, em relação à pessoa de Imotepe não é de modo algum real e não tem respaldo histórico.